# 西班牙近郊鐵路
近郊鐵路（西班牙語：Cercanías；西班牙語：[θerkaˈni.as]）是西班牙國內來往城市市中心及附近都市圈的通勤鐵路服務總稱，西班牙华人俗称小火车。

## 簡介
西班牙近郊鐵路的路線主要設於國內主要城市，大部份由西班牙國鐵（RENFE）經營，將一個城市的市中心與郊區、或鄰近人口較多的市鎮連接，有固定路線及車站。以往，所有路線是由國營的西班牙國鐵經營，但1978年後，部份自治區成立區營鐵路公司，並各自修建鐵路，為國鐵不能維持或修建鐵路的地方提供服務，或接收由西班牙窄軌鐵路（FEVE）移交的路線。
現時，以下地區有區營鐵路：
- 加泰隆尼亞鐵路 (FGC)
- 華倫西亞自治區鐵路 (FGV)
- 馬略卡鐵路 (SFM)（巴利阿里群島）
- 巴斯克自治區鐵路 (Eusko Trenbideak，服務聖塞瓦斯蒂安及毕尔巴鄂)

因此，西班牙國內的近郊鐵路不只由西班牙國鐵經營，於某些自治區亦有由當地經營的鐵路服務，而 Cercanías 是西班牙國鐵提供的其中一項服務。同時，因應各地語言不同， Cercanías 於某些流行其他語言的地區也有其他稱號，於巴塞隆納及華倫西亞分別稱為 Rodalies 及 Rodalia ，而於毕尔巴鄂及聖塞瓦斯蒂安則稱作 Aldiriak 。

## 近郊鐵路網絡
| 论 编                     |              |                            |                       |            |               |        |
| 國家                      | 城市         | 系統名稱                   | 年客流 (万人次，2017) | 營運路線數 | 系統長度 (km) | 車站數 |
| 西班牙 · (西班牙近郊鐵路) | 巴塞罗那     | 巴塞隆納通勤鐵路           | 11,700                | 16         | 616           | 228    |
| 西班牙 · (西班牙近郊鐵路) | 赫罗纳       | 赫羅納近郊鐵路             | 11,700                | 1          | --            | 44     |
| 西班牙 · (西班牙近郊鐵路) | 莱里达       | 萊里達近郊鐵路             | 11,700                | 3          | 106           | 25     |
| 西班牙 · (西班牙近郊鐵路) | 塔拉戈纳     | 塔拉戈納近郊鐵路           | 11,700                | 2          | --            | 9      |
| 西班牙 · (西班牙近郊鐵路) | 毕尔巴鄂     | 畢爾包鐵路系統             | 1,018                 | 9          | --            | 133    |
| 西班牙 · (西班牙近郊鐵路) | 加的斯       | 加的斯近郊鐵路             | 280                   | 2          | 61            | 13     |
| 西班牙 · (西班牙近郊鐵路) | 希洪         | 阿斯圖里亞斯近郊鐵路       | 514                   | 9          | --            | 137    |
| 西班牙 · (西班牙近郊鐵路) | 马德里       | 馬德里近郊鐵路             | 22,780                | 9          | 370           | 90     |
| 西班牙 · (西班牙近郊鐵路) | 马拉加       | 馬拉加通勤鐵路             | 1,134                 | 2          | 70            | 26     |
| 西班牙 · (西班牙近郊鐵路) | 穆尔西亚     | 穆爾西亞與阿利坎特近郊鐵路 | 373                   | 3          | 202           | 26     |
| 西班牙 · (西班牙近郊鐵路) | 帕爾馬       | 馬略卡島鐵路服務           |                       | 3          | 77            | 22     |
| 西班牙 · (西班牙近郊鐵路) | 桑坦德       | 桑坦德近郊鐵路             | 67                    | 3          | --            | 58     |
| 西班牙 · (西班牙近郊鐵路) | 圣塞瓦斯蒂安 | 聖塞瓦斯蒂安近郊鐵路       | 615                   | 1          | 81            | 30     |
| 西班牙 · (西班牙近郊鐵路) | 塞维利亚     | 塞維利亞近郊鐵路           | 748                   | 5          | 254           | 36     |
| 西班牙 · (西班牙近郊鐵路) | 瓦倫西亞     | 瓦倫西亞近郊鐵路           | 1,586                 | 6          | 323           | 72     |
| 西班牙 · (西班牙近郊鐵路) | 萨拉戈萨     | 薩拉戈薩近郊鐵路           | 29                    | 1          | 17            | 6      |

注释
1. ↑  由8條加泰羅尼亞近郊鐵路路線，與8條加泰隆尼亚政府铁路營運的路線組成，其中R50與R60為R5和R6的快線，不獨立計算。
2. 1 2  為加泰羅尼亞近郊鐵路的一部分。
3. ↑  由1條加泰羅尼亞近郊鐵路路線，與2條加泰隆尼亚政府铁路營運的路線組成
4. ↑  包括3條西班牙國家鐵路營運的畢爾包近郊鐵路，4條巴斯克鐵路公司營運的通勤路線，與2條西班牙窄軌鐵路公司路線。不包括畢爾包地鐵的部分。巴斯克鐵路公司E1線的3條子路線1D、1T與1K線不重複計算。
5. ↑  C3與C3a線在同一路線運營，C3a運營區間較長，不重複計算。
6. ↑  圣塞瓦斯蒂安境內還有巴斯克鐵路營運的E1、1K、E2與E5線，屬於通勤鐵路。其中E1與1K線已列於畢爾包鐵路系統，E2與E5在2012年被改為圣塞瓦斯蒂安地鐵系統。

## 使用列車
西班牙近郊鐵路使用以下型號列車：
| 系列  | 服務地區                                                                    | 圖片 |
| ----- | --------------------------------------------------------------------------- | ---- |
| 440   | 桑坦德                                                                      |      |
| 440R  | 阿斯圖里亞斯 巴塞隆納 加的斯 馬德里 聖塞瓦斯蒂安 坎塔布里亞 塞維亞 華倫西亞 |      |
| 442   | 馬德里                                                                      |      |
| 446   | 毕尔巴鄂 馬德里 馬拉加 塞維亞                                               |      |
| 447   | 巴塞隆納 馬德里 華倫西亞                                                    |      |
| 450   | 巴塞隆納 馬德里                                                             |      |
| 451   | 巴塞隆納                                                                    |      |
| 592   | 阿利坎特—穆爾西亞 華倫西亞                                                  |      |
| Civia | 阿斯圖里亞斯 巴塞隆納 加的斯 馬德里 塞維亞 華倫西亞 薩拉戈薩                |      |

## 建設中網絡
- 拉科魯尼亞—Ferrol
- 圣地亚哥-德孔波斯特拉— Villagarcía de Arosa
- 維哥—蓬特韋德拉

## 外部連結
- 西班牙國鐵近郊鐵路網站 （西班牙文）